# 더들리 무어
더들리 무어(Dudley Moore, 1935년 4월 19일 ~ 2002년 3월 27일)는 영국의 배우, 희극인, 음악가, 작곡가였다.